# Édouard Yves
Édouard Yves   (Katako-Kombe, 26 d'octubre de 1907 - segle XX) fou un tirador d'esgrima belga, especialista en sabre i floret, que va competir durant el segon quart del segle XX.
Durant la seva carrera esportiva va prendre part en tres edicions dels Jocs Olímpics d'Estiu, el 1928, 1948 i 1952. El millor resultat el va obtenir als Jocs de Londres de 1948, on guanyà la medalla de bronze en la prova del floret per equips del programa d'esgrima. En aquests mateixos Jocs fou quart en la prova de sabre per equips. Als Jocs de Hèlsinki, de 1952, fou cinquè en ambdues proves.
En el seu palmarès també destaca una medalla de plata i tres de bronze al Campionat del Món d'esgrima, entre el 1930 i el 1951.